# Betteridge törvénye
A Betteridge törvénye bármilyen szalagcímre egy szállóige, amely kimondja: „Minden főcím, ami kérdőjellel ér véget, megválaszolható nem-mel.” Ian Betteridge brit technológiai újságíró után nevezték el, bár az elv sokkal idősebb. Mint a hasonló „törvényeknek” (pl. Murphy törvénye), célja, hogy egy humoros szólás legyen inkább, mint mindig szó szerint igaz.

## Története
A lényegét már idézték más nevek alatt 1991 előtt is, mikor megjelent egy összeállítás Murphy törvényének változataira Davis-törvény névvel, és felbukkant az interneten is, minden magyarázat nélkül arról, hogy ki volt Davis. Úgy is nevezték, hogy az „újságírói elv”, majd 2007-ben egy kommentár úgy hivatkozott rá, „mint egy régi, de igaz közhely az újságírók között”.
Ian Betteridge neve hozzákapcsolódott a fogalomhoz, miután értekezett róla egy 2009. februári cikkben, amely azt vizsgálta, hogy egy korábbi TechCrunch cikkének ez volt a főcíme: „Csak átadta a Last.fm a felhasználók adatait a RIAA-nak?”
Hasonló megfigyelést tett a brit lap szerkesztője, Andrew Marr a 2004-es, My Trade című könyvében, amelyben többek között javaslatot tett arra, az olvasóknak hogyan kellene értelmezniük az újságcikkeket:

## Az újságíráson túl
A részecskefizika területén ismert a Hinchliffe-szabály, fogalom, amit Ian Hinchliffe fizikus után neveztek el, aki kijelentette, hogy ha egy kutatási anyag címében igen–nem kérdés van, a válasz arra a kérdésre „nem”. A szólás humorosan a hazug-paradoxonhoz vezetett, amit egy 1988-as, álnéven írt cikkben fogalmaztak meg, s amelynek a címe ez volt: A Hinchliffe-szabály igaz?
Azonban legalább egy cikk megállapította, hogy a „törvény” nem vonatkozik a szakirodalomra.

## Fordítás
Ez a szócikk részben vagy egészben  a   Betteridge's law of headlines című angol Wikipédia-szócikk ezen változatának fordításán alapul.  Az eredeti cikk szerkesztőit annak laptörténete sorolja fel. Ez a jelzés csupán a megfogalmazás eredetét és a szerzői jogokat jelzi, nem szolgál a cikkben szereplő információk forrásmegjelöléseként.